# Sovietización

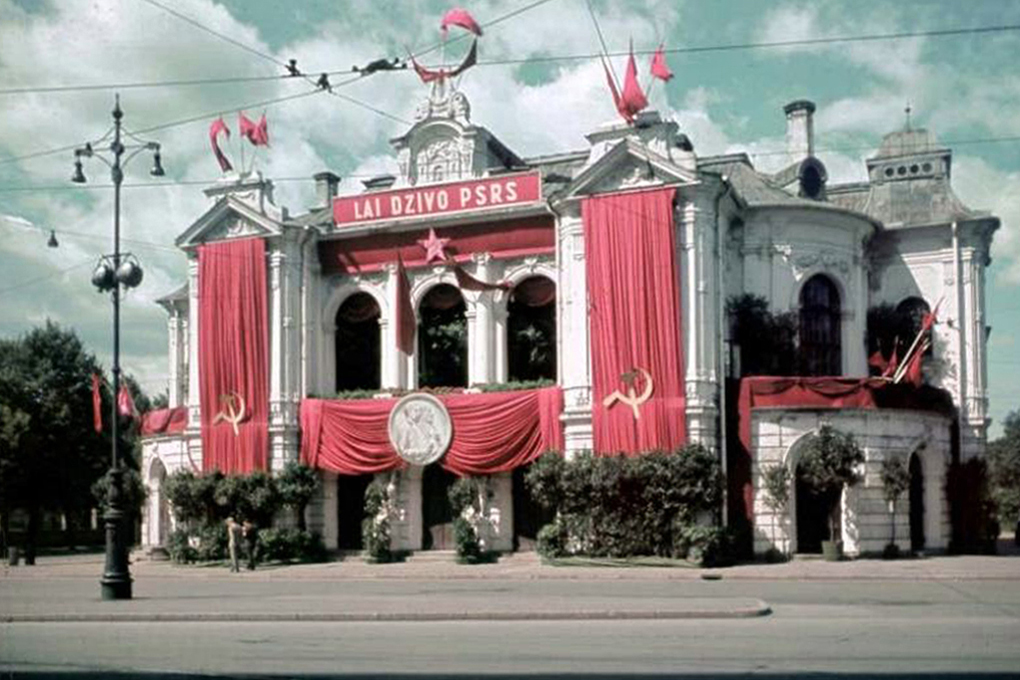
Teatro Nacional de Letonia decorado con símbolos soviéticos (hoz y martillo, estrella roja, banderas rojas y una doble retrato de Lenin y Stalin) después de la ocupación soviética en 1940. El texto en la parte superior dice "¡Viva la URSS!"

La sovietización es el término que puede ser usado con dos sentidos distintos aunque relacionados:
- la adopción de un sistema político basado en el modelo de los sóviets (consejos de trabajadores).
- la adopción de un estilo de vida y mentalidad inspirada en la Unión Soviética.

El término fue uno de los numerosos clichés terminados en "-ción", de fraseología soviética, junto con la electrificación, la colectivización, korenización, etc.
La más importante sovietización se produjo durante los años 1950 en los países que serían conocidos como el Bloque del Este, en la mayoría de estos se llevó a cabo pacíficamente, al ser el poder alcanzado por los comunistas a través de elecciones democráticas.
En un sentido amplio (el primero), esto comprendió la adopción -en su gran mayoría de manera involuntaria- de instituciones, leyes, costumbres, moral y estilo de vida similares a las que prevalecían en la Unión Soviética, tanto a nivel nacional y como en las comunidades más pequeñas. Esto se lograba con un partido único (el Partido Comunista) y se promovía mediante la acción de propaganda que tenía como objetivo la creación de un modo de vida único en todos los países dentro de la esfera de influencia soviética, apoyado siempre en el empleo de la fuerza. En numerosos casos la sovietización era acompañada por traslados o relocalizaciones forzadas de grandes contingentes de enemigos del pueblo (por ejemplo, kuláks, u osádniks) al Gulag, o a las deportaciones de pueblos en la Unión Soviética forzosas.